# El síndrome asténico
El síndrome asténico (en ruso: Астенический синдром, romanizado: Astenícheski sindrom) es una película de 1989 dirigida por Kira Murátova y producida por los Estudios de Cine de Odesa. Está incluida entre las 100 mejores películas del cine ucraniano.

## Argumento
La película consta de dos partes: la primera parte está rodada en blanco y negro y la segunda en color. En la primera, Natalia (diminutivo Natasha), la protagonista, está en el funeral de su marido cuando de repente pierde el control. Se aleja del mismo y comienza a tratar a todos de manera provocativa y agresiva. Después de renunciar a su trabajo en el hospital donde era doctora y buscar relaciones y sexo con personas al azar, Natasha finalmente se recupera y puede aceptar un acto de bondad de un extraño.
Cuando comienza la segunda parte nos damos cuenta de que en realidad la primera parte no es sino una proyección en una película. Rodada en color esta segunda parte, ahora el protagonista es un maestro de escuela agotado y desilusionado llamado Nikolái, que incluso se quedó dormido en la proyección de la película en blanco y negro. El público ignora la súplica del moderador del cineclub para que se queden en la sala para la sesión de preguntas y respuestas con la actriz de la película (Olga Antónova) y abandona el cine desordenada y escandalosamente. El maestro Nikolái (Serguéi Popov) se despierta y sale del cine, pero vuelve a quedarse dormido en el metro abarrotado y luego en una reunión en la escuela. La película sugiere que, como resultado de problemas personales y problemas en el trabajo, Nikolái contrajo el síndrome asténico: se queda dormido en los momentos más inapropiados. Es admitido en el hospital para enfermos mentales donde comprende que las personas que lo rodean no son más locos que los que viven en libertad. Al cabo de un tiempo es liberado y acaba quedándose dormido en el metro. El vagón vacío se lleva al hombre dormido a un túnel oscuro.

## Reparto
- Olga Antónova ː Natalia Ivánovna
- Serguéi Popov ː Nikolái Alekséievich
- Galina Zajurdáieva ː Masha (rubia)
- Natalia Buzkó ː Masha (morena)
- Aleksandra Svénskaya ː Inna Pávlovna, profesora
- Pável Polischuk ː Iúnikov
- Galina Kasperóvich ː Anna, esposa de Nikolái
- Natalia Ralleva ː suegra de Nikolái, madre de Anna
- Víktor Áristov ː director de la escuela
- Nikolái Semiónov ː director del hospital
- Oleg Shkólnik ː el amante de pájaros
- Vera Stórozheva ː secretaria
- Galina Stajánova  ː doctora del metro
- Leonid Kúshnir ː paciente
- Aleksandr Chernyj ː personaje episódico

## Reconocimientos
Presentada en el 40.º Festival Internacional de Cine de Berlín (1990) fue premiada con el Oso de Plata, Gran Premio del Jurado.